# Zulfiya (Dichterin)
Zulfiya (in kyrillischer Schrift Зульфия, mit vollem Namen Zulfiya Isroilova, russisch Зульфия Исраилова Sulfija Israilowa; * 1.jul. / 14. März 1915greg. in Taschkent; † 1. August 1996 in Taschkent) war eine usbekische Schriftstellerin.
Zulfiya entstammte einer Taschkenter Gießerei- und Handwerkerfamilie. Ihr erstes Gedicht in einer usbekischen Zeitung wurde am 17. Juli 1931 in Ishchi („Arbeiter“) veröffentlicht, ihre erste Gedichtesammlung (Hayot varaqlari, „Seiten des Lebens“) erschien 1932. In den folgenden Jahrzehnten verfasste sie patriotische Werke ebenso wie propagandistische, pazifistische und solche mit Natur- und Frauenbezug.
Ab 1938 arbeitete Zulfiya für verschiedene Verlage und war Mitglied mehrerer nationaler und interrepublikanischer Organisationen, mehrfach stand sie als Leiterin oder Chefredakteurin verschiedenen Medien vor. Nach dem Unfalltod ihres Gatten Hamid Olimjon 1944 widmete sie ihm mehrere Werke. 1953 trat sie der KPdSU bei. Sie war 1956 Teil einer Delegation sowjetischer Schriftsteller unter Konstantin Simonow, die an der Asiatischen Schriftstellerkonferenz in Delhi stattfand. 1957 nahm sie an der Asiatisch-Afrikanischen Solidaritätskonferenz in Kairo teil.
Zulfiya wurde zur „Nationalpoetin“ (1965) und „Heldin der sozialistischen Arbeit“ (1984) ernannt; 1976 war sie Preisträgerin des Staatspreises der UdSSR für Literatur und Kunst. Nach ihrem Tod im Jahr 1996 wurde 1999 ein usbekischer Staatspreis für Frauen kreiert, der nach ihr benannt wurde.